# 慶城縣 (黑龍江省)
慶城縣，中國舊縣名。
舊為綏化縣地，土名餘慶街；清光緒年間置分防經歷駐之，光緒三十一年（1905年），析置餘慶縣；民國三年（1914年）一月，因與貴州省餘慶縣重名，改名慶城縣，是民國初年黑龍江省轄下的縣，滿洲國時改置慶安縣。